# Glass Hammer
Glass Hammer est un groupe de rock progressif américain, originaire de Chattanooga, dans le Tennessee. Il est formé en 1992 sous l'impulsion de Steve Babb et Fred Schendel, tous deux multi-instrumentistes.  Glass Hammer ne semble pas être un groupe à proprement parler, mais plutôt un projet, même si la formation des derniers albums semble être plus stable qu'auparavant. Leurs influences majeures semblent être Yes, Emerson, Lake and Palmer ou encore Kansas. Ils puisent l'inspiration de leurs textes dans la fantasy de facture traditionnelle ou encore dans leur profonde foi en Dieu.  Malgré tout, on ne peut pas qualifier Glass Hammer de groupe chrétien, leurs textes ne faisant pas allusion directement à leur croyance.

## Biographie

### Origines et débuts (1992-1997)
Schendel et Babb (aussi crédité sous le nom de Stephen DeArqe) se rencontrent en 1986, et forment Glass Hammer en 1992 lorsqu'ils commencent à écrire Journey of the Dunadan, un album-concept basé sur l'histoire d'Aragorn, personnage du Seigneur des anneaux de J.R.R. Tolkien. À leur surprise, l'album, publié l'année suivante, se vend à plusieurs milliers d'exemplaires sur Internet, au télé-achat, et par téléphone ; Glass Hammer est alors convaincu de continuer.
Embarquant dans une mini-tournée américaine, le groupe est rejoint par Michelle Young au chant et Walter Moore à la batterie. Avec cette formation, ils publient un deuxième album, Perelandra, en 1995, avec Moore à la guitare plutôt qu'à la batterie (qui était jouée par Schendel), et les quatre membres au chant. Il s'agit d'un autre album-concept, cette fois inspiré par Les Chroniques de Narnia de C. S. Lewis et la série Space Trilogy.

### Périodes Moore et Bogdanowicz (1998-2009)
En 1998, Glass Hammer publie son troisième album, On to Evermore, qui voit Moore devenir le chanteur soliste. Il est suivi deux ans plus tard par Chronometree, un autre album concept suivant l'histoire d'un jeune homme convaincu que des aliens veulent le contacter
Susie Bogdanowicz, qui a fourni les chansons aux chœurs sur  Chronometree, se joint au groupe pour l'album The Middle-Earth Album 2001). The Middle-Earth Album est suivi l'année suivante par Lex Rex. Leur septième album, Shadowlands, est publié en 2004,.

### Dernières années (depuis 2015)
Avec une formation composée de Schendel, Babb, Bogdanowicz, Groves, Shikoh, et Raulston, le groupe sort l'album The Breaking of the World en 2015.

## Membres

### Membres actuels
- Hannah Pryor — chant
- Fred Schendel — claviers, guitare, chœurs (1992-présent) , chant soliste (1992-2004, 2015-présent) , batterie (1992-2004)
- Steve Babb — basse, claviers, chœurs (1992-présent), chant soliste (1992-2004, 2016-présent), percussions (1992-2004)
- Aaron Raulston — batterie  (2013-présent)

### Membres invités
- Walter Moore — Chant (et guitare durant les concerts)
- Susie Bogdanowicz — chœurs
- Matt Mendians — batterie
- David Wallimann - guitare
- Sarah Snyder — chœurs
- Bethany Warren — chœurs
- Flo Paris — chœurs
- Eric Parker — guitare acoustique

### Anciens membres
- Michelle Young — chant
- David Carter — guitare
- Brad Marler - chœurs sur Chronometree

## Discographie
- 1993 : Journey of the Dunadan
- 1995 : Perelandra
- 1997 : Live and Revived
- 1998 : On To Evermore
- 2000 : Chronometree
- 2001 : The Middle Earth Album
- 2002 : Lex Rex
- 2004 : Live At NEARfest
- 2004 : Lex Live (DVD)
- 2004 : Shadowlands
- 2005 : The Inconsolable Secret
- 2006 : Live at Belmont
- 2007 : Culture of Ascent
- 2009 : Three Cheers for the Broken-hearted
- 2010 : If
- 2011 : Cor Cordium
- 2012 : Perilous
- 2014 : Ode to Echo
- 2015 : The Breaking of the World
- 2016 : Valkyrie
- 2018 : Chonomonaut
- 2020 : Dreaming City
- 2021 : Skallagrim - Into the Breach
- 2022 : At The Gate